# Вілламірольйо
Вілламірольйо (італ. Villamiroglio, п'єм. Vila dij Mireu) — муніципалітет в Італії, у регіоні П'ємонт,  провінція Алессандрія.
Вілламірольйо розташоване на відстані близько 500 км на північний захід від Рима, 38 км на схід від Турина, 45 км на північний захід від Алессандрії.
Населення — 320 осіб (2014).

## Демографія
Населення за роками:

Станом на 1 січня 2023 року в муніципалітеті офіційно проживало 9 іноземців з 7 країн, серед них 3 громадяни країн Євросоюзу.

## Сусідні муніципалітети
- Черрина-Монферрато
- Габ'яно
- Мончестіно
- Одаленго-Гранде
- Верруа-Савоя